# Commercial Suicide
Commercial Suicide es un EP y es el primer trabajo de la banda estadounidense de hard rock Kill for Thrills, grabado originalmente de manera independiente bajo el propio sello de la banda Futurist/Mayhem Records en 1988, y comercializado en audio casete y vinil; fue lanzado a la venta en CD julio de 1991 por el sello discográfico World of Hurt, cuando la banda ya estaba disuelta. Gracias a la comercialización de este EP, Kill for Thrills logró, en 1989, firmar un contrato con la discográfica MCA Records para la grabación del álbum Dynamite from Nightmareland en 1990.

## Miembros
- Gilby Clarke - voz y guitarra
- Jason Nesmith - guitarra
- Todd Muscat - bajo
- David Scott - batería